# Jacob's Well (Texas)
Il Jacob’s Well (lett. "pozzo di Giacobbe") è una sorgente carsica del Texas Hill Country, situata nel letto del torrente Cypress Creek, che si trova a nord-ovest di Wimberley, nel Texas, negli Stati Uniti d'America.

## Descrizione

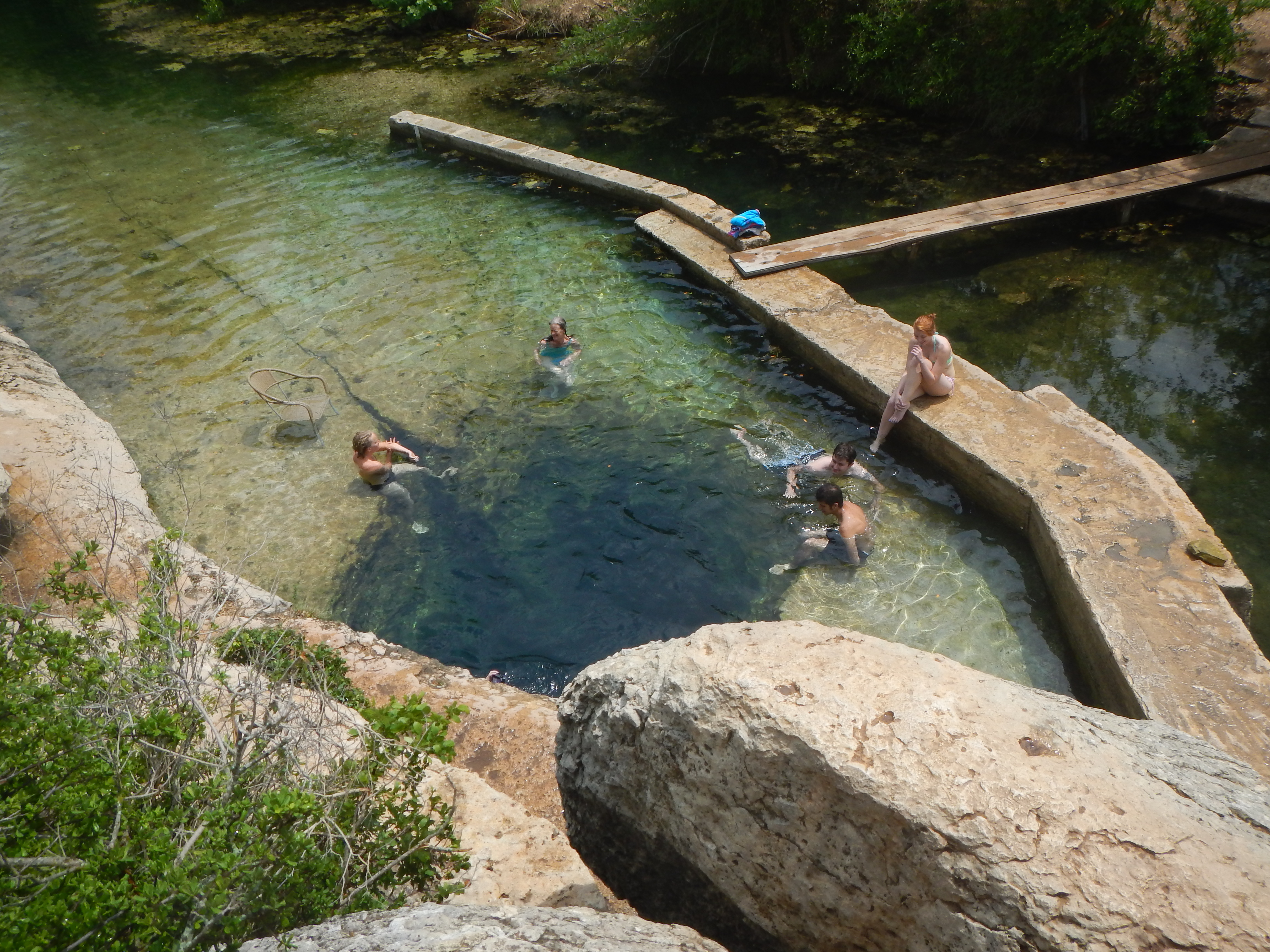

Il Jacob's Well è lungo 1323 m (secondo altre stime 1400 m), raggiunge una profondità di circa 40 m ed è alimentato dalla falda acquifera "Trinity". Partendo dalla sua foce, che ha un diametro di 3,7 m, il Jacob’s Well scende verticalmente per circa 9 m, dopodiché prosegue verso il basso curvando. All'interno del Jacob's Well vi sono diverse camere separate tra loro da anfratti: la prima si trova a circa 30 metri e si tratta di una zona con alghe e fauna selvatica; la seconda ha la forma di un imbuto e presenta un passaggio stretto nella parte inferiore; la terza ha un pavimento di ghiaia; la quarta, alla quale si accede tramite uno strettissimo passaggio, è stata descritta dai pochi che l'hanno vista come una "grotta vergine" senza ghiaia e con formazioni calcaree. Dal Jacob's Well si diparte anche un cunicolo secondario la cui lunghezza è pari a 300 m.

## Turismo
La foce del Jacob's Well è un luogo di balneazione e le sue profondità hanno catturato l'attenzione dei sub professionisti. La sorgente è ritenuta dai giornalisti una delle più pericolose del mondo in quanto dodici persone sono morte nel tentativo di esplorarla.